# Reediella humilis
Reediella humilis là một loài thực vật có mạch trong họ Hymenophyllaceae. Loài này được (G. Forst.) Pic. Serm. miêu tả khoa học đầu tiên năm 1970.